# Christian Puggioni
Christian Puggioni (* 17. Januar 1981 in Genua, Italien) ist ein italienischer ehemaliger Fußballspieler, der auf der Position des Torhüters agiertw.

## Karriere
Puggioni wurde von seinem letzten Jugendverein, Sampdoria Genua, in den Profibereich übernommen. Nach einem Jahr ohne Einsatz und einem Jahr Leihe beim FC Varese mit lediglich einem Ligaeinsatz wechselte Puggioni zur ASDC Borgomanero, wo er regelmäßig auflief. Dennoch schloss er sich nach nur einem Jahr Giulianova Calcio an, wo er ebenfalls zu Einsätzen kam. Doch auch dort hielt es ihn nur ein Jahr, sodass ihn 2004 die AC Pisa aufnahm, bei der er schnell zum Stammspieler avancierte. Bis 2007 lief er 80 mal für Pisa auf und wechselte zu Reggina Calcio. Zu Beginn wurde er für ein jahr zu Perugia Calcio verliehen, wo er Spielpraxis sammeln konnte. In der darauffolgenden Saison lief er dann für Reggina auf, wurde jedoch nach einem Jahr erneut verliehen, diesmal zum FC Piacenza. Auch dort konnte er Erfahrung sammeln und sich weiterentwickeln, dennoch spielte er in der folgenden Hinrunde nicht, sodass er den Verein 2011 verließ und zu Chievo Verona wechselte, bei der er nach einer ersten Halbserie mit nur einem Einsatz ab der Saison 2012/13 jedoch zum Stammspieler wurde.
Im Sommer 2015 wechselte Puggioni zu Sampdoria Genua. Nach drei Jahren als Ersatztorwart hinter Emiliano Viviano wechselte er zu Benevento Calcio.